# 2005 en science
| Années de la science : 2002 - 2003 - 2004 - 2005 - 2006 - 2007 - 2008    |
| Décennies de la science : 1970 - 1980 - 1990 - 2000 - 2010 - 2020 - 2030 |

Cet article présente les faits marquants de l'année 2005 en science.

## Évènements
- 7 janvier : la NASA annonce que le télescope spatial Chandra, mis en service en 1999, a pu observer une gigantesque explosion cosmique causée par un trou noir supermassif, d'un diamètre de 650 000 années-lumière, logé au cœur d'une galaxie géante et qui aurait avalé l'équivalent de 300 millions d'étoiles.
- 14 janvier : le module Huygens de l'Agence spatiale européenne atterrit sur Titan, le plus gros satellite de Saturne[1].

- Février : Le sous-marin japonais Kaiko découvre de nouvelles espèces de microorganismes sédimentaux inconnus dans un abysse de l'océan Pacifique, la fosse des Mariannes d'une profondeur de 11 kilomètres. Les sédiments prélevés montrent des foraminifères en abondance (env. 450 /cm2).
- 1er septembre : publication du génome du chimpanzé (Pan troglodytes)[2].
- Novembre : parution du livre du cardinal Poupard, contenant les résultats de la commission d'étude sur la controverse ptoléméo-copernicienne, où l'on trouve le discours de Jean-Paul II du 31 octobre 1992 devant l'Académie pontificale des sciences, disponible sur Internet, où il reconnaît les erreurs de certains théologiens du XVIIe siècle concernant Galilée.

- Année mondiale de la Physique, sous l'égide de l'UNESCO. L'inauguration de l'année mondiale a lieu à Paris les 13, 14 et 15 janvier en présence de nombreux prix Nobel de physique et de chimie, et de 500 jeunes étudiantes et étudiants venant de plus de 80 pays.

- La célébration du centième anniversaire de la publication par Albert Einstein de trois articles qui allaient changer notre compréhension du monde et le monde, est l'occasion de mieux faire connaître au grand public les sciences physiques et leurs enjeux pour le XXIe siècle.

- Création du Laboratoire d'innovation pour les technologies des énergies nouvelles et les nanomatériaux.

## Prix
- Prix Nobel

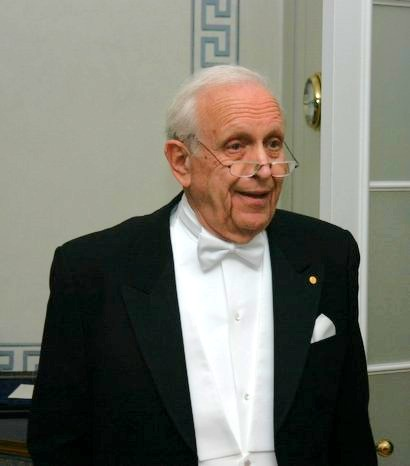
Roy J. Glauber

  - Prix Nobel de physiologie ou médecine : Barry J. Marshall, J. Robin Warren (Australiens)
  - Prix Nobel de physique : Roy J. Glauber (Américain), John L. Hall (Américain) et Theodor W. Hänsch (Allemand)
  - Prix Nobel de chimie : Yves Chauvin (français), Robert H. Grubbs, Richard R. Schrock (américains)

- Prix Lasker
  - Prix Albert-Lasker pour la recherche médicale fondamentale : Ernest McCulloch, James Till (en)
  - Prix Albert-Lasker pour la recherche médicale clinique : Alec Jeffreys, Edwin Southern

- Médailles de la Royal Society
  - Médaille Copley : Sir Paul Nurse
  - Médaille Davy : Chris Dobson
  - Médaille Gabor : Lionel Crawford (en)
  - Médaille Hughes : Keith Moffatt
  - Médaille Leverhulme : John Knott
  - Médaille royale : Michael Fisher, Anthony Pawson (en) et Michael Pepper

- Médailles de la Geological Society of London
  - Médaille Lyell : Michael James Benton
  - Médaille Murchison : Christopher Scholz (d)
  - Médaille Wollaston : Ted Irving (en)

- Prix Jules-Janssen (astronomie) : Roger-Maurice Bonnet
- Prix Turing en informatique : Peter Naur
- Médaille Bruce (Astronomie) : Robert Paul Kraft
- Médaille linnéenne : Paula Rudall et Andrew Smith (de)
- Médaille d'or du CNRS : Alain Aspect
- Grand Prix de l'Inserm : Bernard Malissen

## Décès

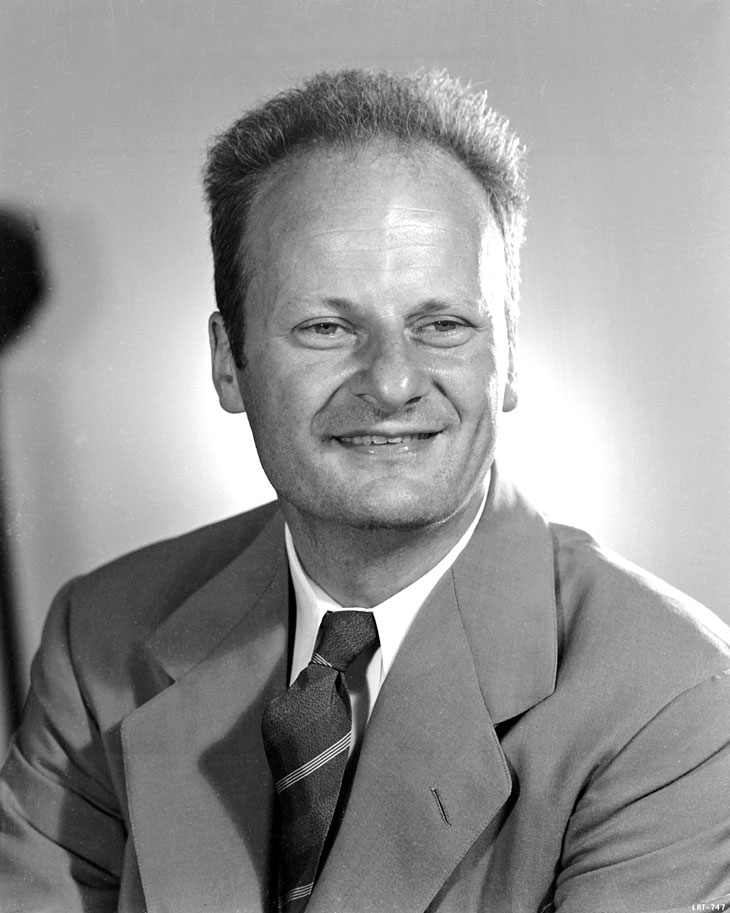
Hans Bethe

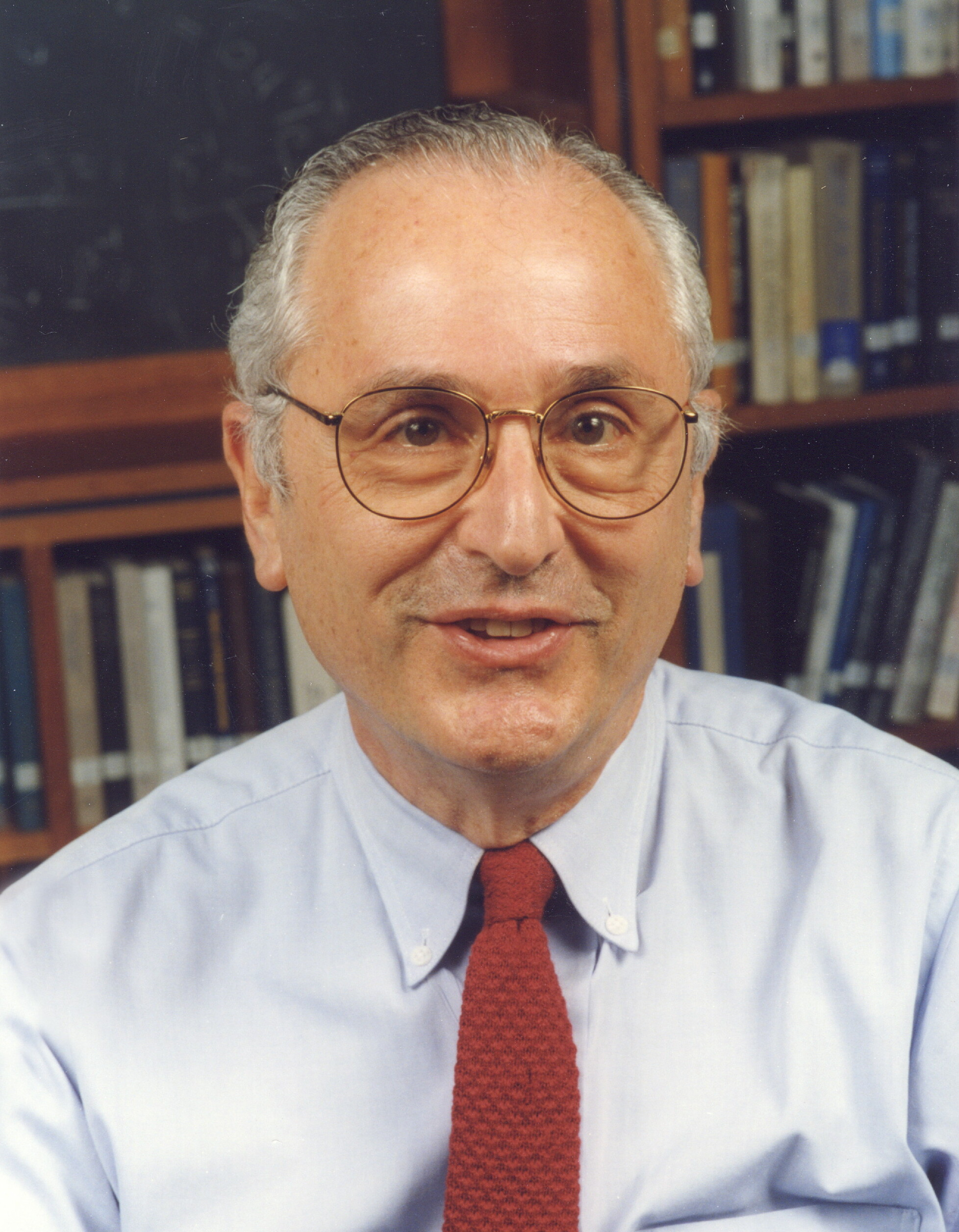
John Bahcall

- 2 janvier : Claude Meillassoux (né en 1925), anthropologue français.
- 17 janvier : George Patrick Leonard Walker (né en 1926), volcanologue anglais.
- 22 janvier : Jean Kerisel (né en 1908), ingénieur français.
- 3 février : Ernst Mayr (né en 1904), biologiste évolutionniste allemand.
- 6 février : Hubert Curien (né en 1924), physicien français qui a été président du CNES et de l'Agence spatiale européenne.
- 11 février : Mary Jackson (née en 1921), mathématicienne et ingénieure en aérospatial américaine.
- 26 février : Jef Raskin (né en 1943), informaticien américain.

- 6 mars : Hans Bethe (né en 1906), physicien américain d'origine allemande, prix Nobel de physique en 1967.
- 7 mars : Pierre Le Goff (né en 1923), chimiste français.
- 18 mars : Encarnación Cabré (née en 1911), archéologue espagnole.
- 21 mars : Raymond Siestrunck (né en 1919), physicien et mathématicien français.
- 29 mars : André Truong Trong Thi (né en 1936), ingénieur français.
- 2 avril :
  - Jacques-Émile Dubois (né en 1920), chimiste français.
  - Francisco González Rul (né en 1920), archéologue mexicain.
- 17 avril : Konrad Spindler (né en 1939), archéologue allemand.
- 6 mai : Pierre Sansot (né en 1928), philosophe, sociologue et écrivain français.
- 17 mai : Keiiti Aki (né en 1930), sismologue japonais.
- 22 mai : Gilbert Kenneth Jenkins (né en 1918), historien et numismate anglais.

- 1er juin : Dennis Walsh (né en 1933), astronome britannique.
- 4 juin : Karl Steinbuch (né en 1917), ingénieur et inventeur allemand, pionnier dans le domaine de l’informatique et des réseaux neuronaux artificiels.
- 12 juin : André Roch Lecours (né en 1936), médecin et chercheur québécois.
- 20 juin :
  - Charles David Keeling (né en 1928), scientifique américain qui lança en 1958 les mesures en continu du taux de CO2 dans l'atmosphère.
  - Jack Kilby (né en 1923), ingénieur américain, prix Nobel de physique en 2000.

- 3 juillet :
  - Marius Chemla (né en 1927), universitaire français.
  - Motosaburō Masuyama (né en 1912), statisticien japonais.
- 5 juillet : Leo Breiman (né en 1928), statisticien américain.
- 13 juillet : Robert Abelson (né en 1928), statisticien américain.
- 16 juillet : John Harold Ostrom (né en 1928), paléontologue et géologue américain.
- 17 juillet : Isabella Bashmakova (née en 1921), mathématicienne et historienne des mathématiques russe.
- 24 juillet : Richard Doll (né en 1912), médecin épidémiologiste et statisticien britannique.

- 5 août : Gaston Duon (né en 1908), statisticien et économiste français.
- 9 août : Marco Cavagna (né en 1958), astronome amateur italien.
- 13 août :Roger Lambrechts (né en 1927), professeur et étruscologue belge.
- 17 août : John Bahcall (né en 1934), astrophysicien américain.
- 31 août : Joseph Rotblat (né en 1908), physicien polonais.
- 10 septembre : Hermann Bondi (né en 1919), mathématicien et un cosmologiste austro-britannique.
- 14 septembre : Mary Julia Wade (née en 1928), paléontologue australienne.
- 29 septembre : Guennadi Sarafanov (né en 1942), cosmonaute soviétique.
- 3 octobre : Alastair Cameron (né en 1925), astrophysicien américain.
- 5 octobre : George S. Hammond (né en 1921), chimiste et chercheur américain.
- 6 octobre : Jean-Claude Rameau (né en 1943), botaniste français.
- 9 octobre : Serge Lancel (né en 1928), philologue, archéologue et historien français.
- 28 octobre : Richard Smalley (né en 1943), chimiste américain connu pour sa découverte des fullerènes pour laquelle il a reçu le prix Nobel de chimie en 1996.
- 16 novembre : Henry Taube (né en 1915), chimiste canadien naturalisé américain, prix Nobel de chimie en 1983.
- 25 novembre : Andria Apakidze (né en 1914), archéologue et historien géorgien.
- 8 décembre : Maurice Aubert (né en 1914), hydrogéologue français.
- 10 décembre : Jean Rigaudy (né en 1921), chimiste français.
- 11 décembre : Hayim Tadmor (né en 1923), assyriologue israélien.